# Jovan Kljajić
Jovan Kljajić (in montenegrino Јован Кљајић; Podgorica, 11 settembre 2001) è un cestista montenegrino.

## Palmarès

### Squadra
- Eurocup: 1

Gran Canaria: 2022-23